# Anonychia lativitta
Anonychia lativitta är en fjärilsart som beskrevs av Moore 1888. Anonychia lativitta ingår i släktet Anonychia och familjen mätare. Inga underarter finns listade i Catalogue of Life.